# 2022年のオーストラリア
2022年のオーストラリア （2022ねんのオーストラリア）では、2022年のオーストラリアに関する出来事について記述する。

## 国王等
- 国王（イギリス国王が兼位。）
  - 第6代: エリザベス2世 （1952年2月6日 - 2022年9月8日）
  - 第7代: チャールズ3世 （2022年9月8日 - ）
- 総督
  - 第27代: デイヴィッド・ハーレイ （2019年7月1日 - ）
- 首相
  - 第30代: スコット・モリソン （オーストラリア自由党、第2次スコット・モリソン内閣（英語版）：2019年5月29日 - 2022年5月23日）
  - 第31代: アンソニー・アルバニージー （オーストラリア労働党、アルバニージー内閣（英語版）：2022年5月23日 - ）
- 高等裁判所長官（英語版）
  - 第13代: スーザン・キーフェル（英語版） （2017年1月30日 - ）

## できごと

### 通年
- オーストリアにおける2019年コロナウイルス感染症の流行状況
- 2021-22年のオーストラリアの森林火災（英語版）
- 2022-23年のオーストラリアの森林火災（英語版）

### 1月
- 1月6日 - 日豪の両首脳がオンライン協議で自衛隊とオーストラリア国防軍が互いの国を訪問しやすくする円滑化協定(RAA)に署名[1]。
- 1月13日 - 西オーストラリア州オンズロー（英語版）で気温50.7度を記録、国内最高気温タイ記録に並んだ[2]。
- 1月16日～29日 - 2022年全豪オープンが開催され、オーストラリア人では女子シングルスでアシュリー・バーティ、男子ダブルスでリンキー・ヒジカタ・ジェイソン・クブラー（英語版）組が優勝[3]。

### 2月
- 2月4日 - 2022年北京オリンピックの開会式でオーストラリア選手団が入場。
- 2月23日 - クイーンズランド州からニューサウスウェールズ州にかけて豪雨が発生し、少なくとも13人が死亡[4]。

### 3月
- 3月23日 - 本年の全豪オープンで優勝したばかりのアシュリー・バーティが25歳で現役引退を表明[5]。

### 4月
- 4月10日 - 2022年オーストラリアグランプリを開催。オーストラリア人の最高はダニエル・リカルドの6位だった。

### 5月
- 5月1日 - AFCチャンピオンズリーグ2022 グループリーグにメルボルン・シティFCとシドニーFCが出場したが、共に決勝トーナメントに進出できずに敗退。
- 5月11日 - 2022年のNBLファイナル（英語版）でシドニー・キングスがタスマニア・ジャックジャンパーズを3勝0敗で破って17年ぶり4度目の優勝[6]。
- 5月18日 - NBA・オクラホマシティ・サンダーのジョシュ・ギディーがNBAオールルーキーチーム（2ndチーム）に選出[7]。
- 5月19日 - 2022年のオーストラリア水泳選手権（英語版）でザック・スタブルティクックが男子200メートル平泳ぎで2分5秒95の世界新記録（英語版）を達成[8]。
- 5月20日 - サル痘の感染者を初めて確認[9]。
- 5月21日 - 2022年オーストラリア総選挙で労働党が政権交代を果たし、アンソニー・アルバニージーによるアルバニージー内閣（英語版）が発足[10]。
- 5月22日 - オーストラリア水泳選手権でアリアン・ティットマスが女子400メートル自由形で3分56秒40の世界新記録（英語版）を達成[11]。
- 5月28日 - 2022年のAリーグ・メン・グランドファイナル（英語版）でウェスタン・ユナイテッドFCがメルボルン・シティFCをスコア2-0で破り、創設から3年目で初優勝。
- 5月29日 - ジロ・デ・イタリア2022でジャイ・ヒンドレーがオーストラリア人として初めての総合優勝[12]。

### 6月
- 6月5日 - ボクシング・世界ライト級の4団体王座統一戦・ジョージ・カンボソス・ジュニア 対 デヴィン・ヘイニー戦
- 6月18日 - 2022年スーパーラグビー・パシフィック・決勝（英語版）でクルセイダーズがブルーズをスコア21-7で破って優勝。
- 6月23日 - 2022年のNBAドラフトでダイソン・ダニエルズが1巡目全体8位で、ルーク・トラバーズ（英語版）が2巡目56位で指名された[13]。

### 7月
- 7月17日 - 2022年の全英オープン (ゴルフ)（英語版）でキャメロン・スミスが初優勝[14]。

### 8月
- 8月5日 - MLB・シカゴ・ホワイトソックスのリアム・ヘンドリックスが通算100セーブを達成[15]。

### 9月
- 9月30日 - 2022年FIBA女子バスケットボール・ワールドカップがシドニーで開催され、オーストラリア代表は準決勝で中国代表に敗れ、グループリーグでの成績も含めて3位となった[16]。

### 10月
- 10月16日 - 2022年のオーストラリアグランプリ (ロードレース)

### 12月
- 12月3日 - 2022 FIFAワールドカップでオーストラリア代表がアルゼンチン代表にスコア1-2で敗退[17]。
- 12月12日 - クイーンズランド州の農村部で警察官ら3人が銃撃を受けて死亡、犯行グループの3人は射殺された[18]。

## 死去

### 2月

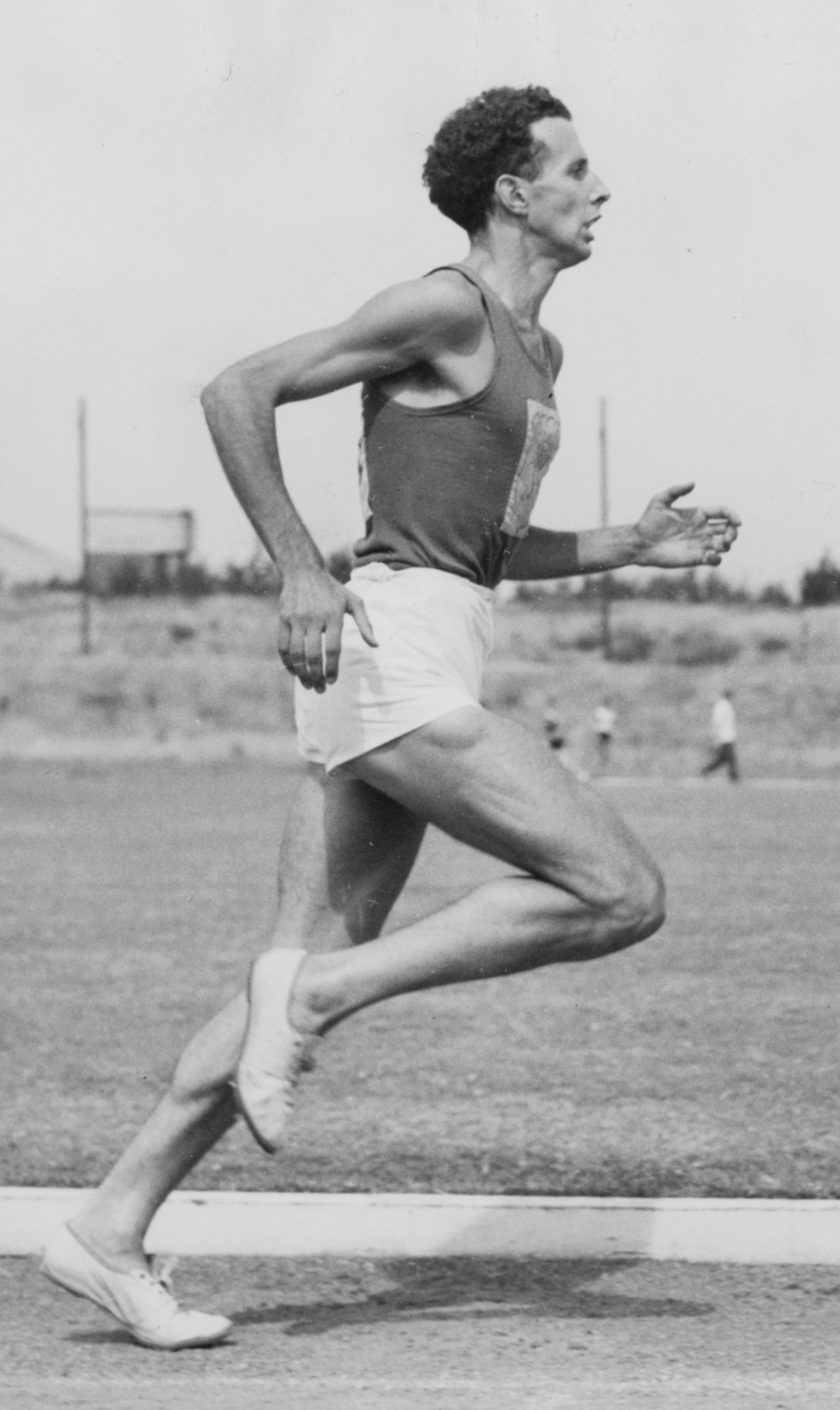
ジョン・ランディ

- 2月24日 - ジョン・ランディ：陸上競技選手、1956年メルボルンオリンピック銅メダリスト（* 1930年）

### 3月

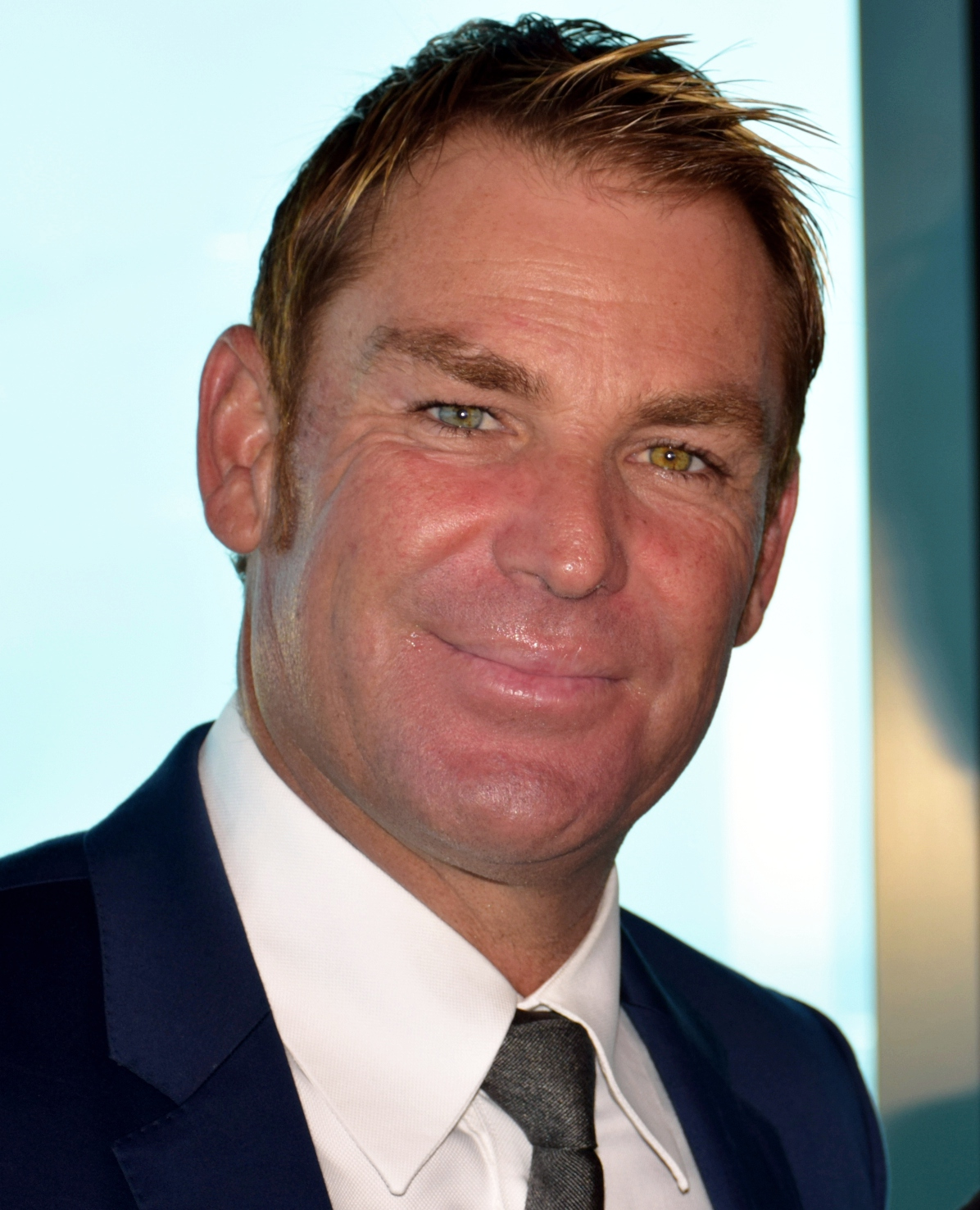
シェーン・ウォーン

- 3月3日 - ディーン・ウッズ：自転車競技選手、1984年ロサンゼルスオリンピック金メダリスト（* 1966年）
- 3月4日 - シェーン・ウォーン：クリケット選手（* 1969年）
- 3月19日 - アラン・ホップグッド：俳優（* 1934年）

### 4月
- 4月19日 - サンドラ・ピサーニ（英語版）：フィールドホッケー選手、1998年ソウルオリンピック金メダリスト（* 1959年）
- 4月22日 - ジャック・ニュートン（英語版）：ゴルファー、PGAツアーで優勝1回（* 1950年）

### 5月
- 5月9日 - ジョン・ヘンリー・コーツ：数学者（* 1945年）
- 5月12日 - ジャルー・グルウィウィ：ディジュリドゥ奏者（* 1935年）
- 5月14日 - アンドリュー・シモンズ：クリケット選手（* 1975年）

### 6月
- 6月26日 - フランク・ムーアハウス（英語版）：作家（* 1938年）
- 6月28日 - ネビル・ヘイズ（英語版）：競泳選手、1960年ローマオリンピック銀メダリスト（* 1943年）

### 7月
- 7月30日 - アーチー・ローチ（英語版）：シンガーソングライター（* 1956年）

### 8月

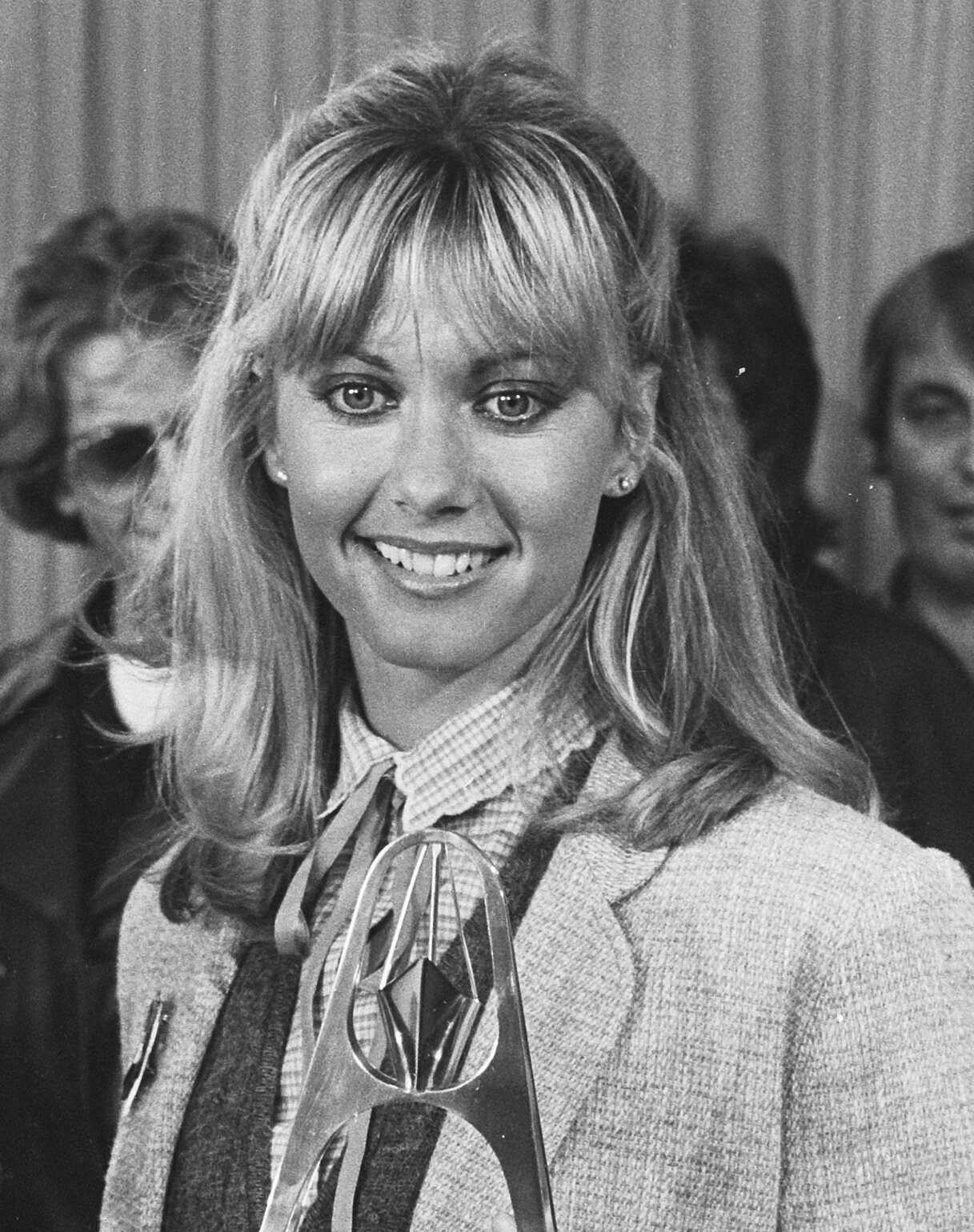
オリビア・ニュートン＝ジョン

- 8月4日 - ジョニー・ファメション：ボクサー、WBC世界フェザー級王者（* 1945年）
- 8月5日 - ジュディス・ダーラム（英語版）：シンガーソングライター（* 1943年）
- 8月8日 - オリビア・ニュートン＝ジョン：歌手（* 1948年）
- 8月21日 - ビンセント・ギル（英語版）：俳優（* 1939年）

### 9月
- 9月13日 - ジャック・チャールズ（英語版）：俳優（* 1943年）

### 10月
- 10月10日 - アラン・ウッド（英語版）：競泳選手、1964年東京オリンピック銅メダリスト（* 1943年）
- 10月25日 - トニー・ストリート（英語版）：政治家、外務大臣（* 1926年）
- 10月31日 - ボブ・エリコット（英語版）：政治家、内務大臣（* 1927年）

### 11月
- 11月8日 - ピーター・リース（英語版）：政治家、国防大臣（* 1950年）

### 12月
- 12月12日 - アレクサンダー・フロイド（英語版）：植物学者（* 1926年）